# Burni Genting (berg i Indonesien, Aceh)
Burni Genting är ett berg i Indonesien.   Det ligger i provinsen Aceh, i den västra delen av landet, 1 600 km nordväst om huvudstaden Jakarta. Toppen på Burni Genting är 1 142 meter över havet.
Terrängen runt Burni Genting är kuperad åt sydväst, men åt nordost är den bergig. Trakten runt Burni Genting är nära nog obefolkad, med mindre än två invånare per kvadratkilometer. I omgivningarna runt Burni Genting växer i huvudsak städsegrön lövskog.